# Velika Lelija
Velika Lelija är en bergstopp i Bosnien och Hercegovina.   Den ligger i entiteten Republika Srpska, i den sydöstra delen av landet, 50 km söder om huvudstaden Sarajevo. Toppen på Velika Lelija är 2 032 meter över havet. Velika Lelija ingår i Lelija.
Terrängen runt Velika Lelija är huvudsakligen kuperad. Velika Lelija är den högsta punkten i trakten. Runt Velika Lelija är det ganska tätbefolkat, med 67 invånare per kvadratkilometer.. Närmaste större samhälle är Kalinovik, 9,7 km norr om Velika Lelija. 
Trakten runt Velika Lelija består till största delen av jordbruksmark.